# アユブ・エル・カービ
アユブ・エル・カービ（Ayoub El Kaabi、1993年6月25日 - ）は、モロッコ・カサブランカ出身のプロサッカー選手。モロッコ代表。ギリシャ・スーパーリーグ・オリンピアコスFC所属。ポジションはFW。

## 経歴

### クラブ
2016年、2部所属のラシン・デ・カサブランカでプロデビュー。プロ1年目で25ゴールをマークしリーグ得点王を獲得した。
2017年夏、RSベルカンに移籍。2018年夏、河北華夏に移籍。
2023-24シーズンのカンファレンスリーグ決勝では、延長戦で先制ゴールを決め、オリンピアコス初の国際タイトル獲得に貢献した。

### 代表
2018年1月13日、アフリカネイションズチャンピオンシップのモーリタニア代表戦でモロッコ代表デビュー。さらに初ゴールを含む2ゴールを挙げ、4-0の勝利に貢献した。同大会ではギニア代表戦でハットトリックを達成するなど、9得点を挙げチームの優勝に貢献、自身も得点王と大会MVPをダブル受賞した。
2018年5月、2018 FIFAワールドカップに参加する代表メンバー23人の一人に選ばれた。

## 代表歴

### 出場大会
- モロッコ代表
  - 2018 FIFAワールドカップ

### 試合数
- 国際Aマッチ 40試合 22得点（2018年-）[5]

| モロッコ代表 | 国際Aマッチ | 国際Aマッチ |
| 年           | 出場        | 得点        |
| ------------ | ----------- | ----------- |
| 2018         | 14          | 11          |
| 2019         | 2           | 0           |
| 2020         | 0           | 0           |
| 2021         | 12          | 8           |
| 2022         | 8           | 1           |
| 2023         | 4           | 2           |
| 2024         |             | 0           |
| 通算         | 40          | 22          |

### 得点
| No  | 開催日        | 開催地       | 対戦国         | スコア | 結果 | 試合概要                                   |
| --- | ------------- | ------------ | -------------- | ------ | ---- | ------------------------------------------ |
| 1.  | 2018年1月13日 | カサブランカ | モーリタニア   | 1–0    | 4–0  | アフリカネイションズチャンピオンシップ2018 |
| 2.  | 2018年1月13日 | カサブランカ | モーリタニア   | 3–0    | 4–0  | アフリカネイションズチャンピオンシップ2018 |
| 3.  | 2018年1月17日 | カサブランカ | ギニア         | 1–0    | 3–1  | アフリカネイションズチャンピオンシップ2018 |
| 4.  | 2018年1月17日 | カサブランカ | ギニア         | 2–1    | 3–1  | アフリカネイションズチャンピオンシップ2018 |
| 5.  | 2018年1月17日 | カサブランカ | ギニア         | 3–1    | 3–1  | アフリカネイションズチャンピオンシップ2018 |
| 6.  | 2018年1月27日 | カサブランカ | ナミビア       | 1–0    | 2–0  | アフリカネイションズチャンピオンシップ2018 |
| 7.  | 2018年1月31日 | カサブランカ | リビア         | 1–0    | 3–1  | アフリカネイションズチャンピオンシップ2018 |
| 8.  | 2018年1月31日 | カサブランカ | リビア         | 2–1    | 3–1  | アフリカネイションズチャンピオンシップ2018 |
| 9.  | 2018年2月4日  | カサブランカ | ナイジェリア   | 4–0    | 4–0  | アフリカネイションズチャンピオンシップ2018 |
| 10. | 2018年3月27日 | カサブランカ | ウズベキスタン | 1–0    | 2–0  | 親善試合                                   |
| 11. | 2018年6月4日  | ジュネーヴ   | スロベニア     | 1–1    | 2–1  | 親善試合                                   |

## タイトル

### クラブ
ウィダード・カサブランカ
- ボトラ 2020-21

オリンピアコス
- UEFAヨーロッパカンファレンスリーグ: 2023-24

### 代表
モロッコ代表
- アフリカネイションズチャンピオンシップ: 2018, 2020

### 個人
- ボトラ2得点王: 2016-17
- アフリカネイションズチャンピオンシップ得点王: 2018
- アフリカネイションズチャンピオンシップ大会MVP: 2018
- UEFAヨーロッパカンファレンスリーグ得点王: 2023-24